# Klosterkirkegården (Haderslev)
Haderslev har i middelalderen haft et kloster beliggende, hvor den gamle klosterkirkegård i dag findes (Damhalvøen). Der var tale om et dominikanerkloster anlagt omkring 1254, altså inden der var sket opdæmning og dermed etablering af dammen. Dominikanerne var tiggermunke (også kaldet sortebrødre på grund af deres sorte kapper). På det ældste billede af Haderslev, jf. prospektet nedenfor, ses kloster og klosterkirke, der lå på den nuværende Damhalvø. Kirken havde et temmelig højt tårn med løgkuppel, og vest herfor lå selve klostret med gotisk gavl og et mindre hus. Foran klosterkirken lå kirkegården, der sandsynligvis var anlagt samtidig med klostret. Her blev sortebrødrene stedt til hvile, men også andre kunne blive begravet her. Klosterområdet har arealmæssigt ikke været særlig stort, nemlig kun den østlige del af den nuværende Klosterkirkegård, der ligger lidt højere end de nærmeste omgivelser, omkranset af husene i Præstegade, Hægersgade og Klosteret, og det præges nu af mindesmærker for faldne soldater.
Munkene blev fordrevet i 1527, da de kom fra messen. En stor del af klostret blev nedrevet 1552 og resten brændte i 1627.

## Klosterkirkegård
Den oprindelige Klosterkirkegård antages – som nævnt ovenfor – at være anlagt samtidig med klostret i 1254, og den har sikkert været i uafbrudt brug indtil den sidste begravelse i 1926, og endnu i 1992 fandtes der fortsat her enkelte grave foruden mindesmærkerne.
Klosterkirkegården er udvidet adskillige gange i 1800-tallet mod vest. Denne "nye" del er inddelt i fire såkaldte kvarterer.
I 1992 var der på Klosterkegården 135 gravminder tilbage, heraf 11 på den gamle del, samt fire store monumenter. Stenene er vidt forskellige, både i materialer og stilart. Der er marmor, granit og sandsten; der er høje, fint udførte empiremindesmærker, små, enkle navneplader, og store, liggende sten. I alder rækker de fra ca. 1700 til 1967. Selve gravstederne er oftest væk, så tilbage står kun stenene i græsset, men der findes dog også enkelte beplantninger, hvoraf nogle har bevaret deres lave, fint forarbejdede støbejernsgitterhegn. Mange af stenene krones af marmorkors. Imidlertid har tidens tand og hærværk knækket mange af dem af. Også mange af stenene er i dag ulæselige.
I forbindelse med Haderslev Domkirkes restaurering i 1940'erne, blev mange af gravene under kirkens gulve sløjfet; især i adskillige hvælvinger under koret. Tilbage er nu kun to store sarkofager i Vieregges kapel, samt nogle store gravstene, stillet op ad væggene. Mange af kisterne var i meget dårlig forfatning, så det meste blev i stilhed nedsat på Klosterkirkegården sammen med mange brudstykker af gravsten. Et antal navneplader, beslag og anden udsmykning blev taget af kisterne, og er siden blevet opbevaret på kirkens loft.
Adskillige fremtrædende Haderslev-borgere er begravet på Klosterkirkegården, eksempelvis kan nævnes Peter Hiort Lorenzen.
Nedenfor nogle få motiver fra Klosterkirkegården, bl.a. Peter Hiort Lorenzens gravsten: